# Crociati Noceto
Le Crociati Noceto est le club de football de la ville de Noceto en Émilie.
Il évolue en Ligue Pro Deuxième Division après avoir obtenu la 1re place en Serie D (poule D) en 2010.

## Historique
Le club est fondé en 1913 comme Collecchio et il est alors sponsorisé par Parmalat.